# Wahlbezirk Galizien 7
Der Wahlbezirk Galizien 7 war ein Wahlkreis für die Wahlen zum Abgeordnetenhaus im österreichischen Kronland Galizien. Der Wahlbezirk wurde 1907 mit der Einführung der Reichsratswahlordnung geschaffen und bestand bis zum Zusammenbruch der Habsburgermonarchie.

## Geschichte
Nachdem der Reichsrat im Herbst 1906 das allgemeine, gleiche, geheime und direkte Männerwahlrecht beschlossen hatte, wurde mit 26. Jänner 1907 die große Wahlrechtsreform durch Sanktionierung von Kaiser Franz Joseph I. gültig. Mit der neuen Reichsratswahlordnung schuf man insgesamt 516 Wahlbezirke, wobei mit Ausnahme Galiziens in jedem Wahlbezirk ein Abgeordneter im Zuge der Reichsratswahl gewählt wurde. Der Abgeordnete musste sich dabei im ersten Wahlgang oder in einer Stichwahl mit absoluter Mehrheit durchsetzen. Der Wahlkreis Galizien 7 umfasste in der Stadt Lemberg den restlichen Teil des I., II., III. und IV. Gemeindebezirkes der durch den 2., 3., 4., 5, und 6. Wahlbezirk und die Gemeindegrenze begrenzt wird. Die Wahlräume befanden sich in den Schulen auf Kordeckigasse, auf St. Martingasse und auf Łaczakowskagasse. Aus der Reichsratswahl 1907 sowie 1911 ging Józef Hudec (1863–1915) von der Polnischen Sozialdemokratischen Partei Galiziens als Sieger hervor.